# 616
616 (DCXVI) fue un año bisiesto comenzado  en jueves del calendario juliano, en vigor en aquella fecha.

## Acontecimientos

### Hispania visigoda
- El rey Sisebuto continua la expansión territorial que inició Leovigildo, por la unificación de Hispania; derrota a los bizantinos, obligándolos a una paz que reducía las posesiones bizantinas en la península a los Algarves. Al parecer, el emperador Heraclio puso como condición la expulsión de los judíos de España. Sin embargo, Sisebuto no ordenó la expulsión sino de los que no se convirtieran al cristianismo en el plazo de un año. Más de 90 000 judíos se cristianizaron, siendo los restantes severamente perseguidos.

### Gran Bretaña
- Edwin se convierte en rey de Northumbria.

## Nacimientos
- Filiberto de Tournus, religioso cristiano.

## Fallecimientos
- 24 de febrero: Ethelberto, rey de Kent y Bretwalda.
- Etelfrido, rey de Northumbria, murió en batalla.
- Agilulfo, rey de los lombardos.